# R'Kiz
R'Kiz est une commune de Mauritanie située dans le département de R'Kiz de la région de Trarza.